# Bobby Charlton
Pour les articles homonymes, voir Charlton.
Sir Robert « Bobby » Charlton CBE, né le 11 octobre 1937 à Ashington dans le Northumberland en Angleterre et mort le 21 octobre 2023 à Macclesfield dans le Cheshire, est un footballeur international anglais. Milieu de terrain offensif, il est considéré comme l'un des meilleurs joueurs anglais de tous les temps.
Repéré par Manchester United, Bobby Charlton est champion d'Angleterre dès sa première saison en 1956-57. Survivant de la catastrophe aérienne de Munich, le 6 février 1958, Bobby Charlton poursuit son ascension individuelle avec la reconstruction du club. Après un nouveau titre de champion d'Angleterre en 1964-65 avec les Red Devils, Charlton fait partie du premier club anglais à remporter la Coupe d'Europe des clubs champions, aux côtés de Denis Law et George Best avec qui il forme une ligne offensive reconnue. Charlton reste dans l'équipe mancunienne jusqu'en 1973, étant alors le joueur le plus capé et le meilleur buteur de l'histoire du club, dépassé ensuite.
Retenu en équipe d'Angleterre A à partir de 1958, Charlton est sélectionné mais ne dispute aucune minute à l'occasion de la Coupe du monde de la même année. C'est avec le statut de titulaire qu'il prend part au Mondial 1962, conclu en quart de finale. À domicile pour la Coupe du monde 1966, Charlton participe au premier succès anglais dans la plus grande des compétitions avec notamment un doublé décisif en demi-finale et quatre passes décisives sur le tournoi. Bobby Charlton prend sa retraite international au terme du Mondial 1970 et l'élimination en quart de finale. Avec 49 buts inscrits en 106 capes, il est alors le joueur le plus capé et le meilleur buteur de l'histoire de la sélection anglaise, dépassé ensuite.
Année du sacre mondial anglais, Charlton remporte le Ballon d'or en 1966, récompensant le meilleur footballeur européen. Il est anobli par la reine Élisabeth II en 1994.
Son frère aîné Jack (1935-2020) est aussi footballeur international.

## Biographie

### Enfance
Robert Charlton naît le 11 octobre 1937 à Ashington, une ville ouvrière du nord-est de l’Angleterre du Northumberland. Son père est mineur de charbon.
Surnommé Bobby, il est baigné, dès son plus jeune âge, dans un environnement tourné vers le football. Plusieurs de ses oncles sont footballeurs professionnels et le cousin de sa mère est Jackie Milburn, légende du club de Newcastle United. Jack Charlton, frère aîné de deux ans de Bobby connaît aussi une carrière professionnelle.

### Busby Babeset crash de Munich (1953-1958)
Repéré à l'occasion d’une rencontre scolaire, Bobby Charlton rejoint le club de Manchester United FC dès l’âge de quinze ans. En 1953, Bobby Charlton est repéré par Joe Armstrong, recruteur pour l'équipe, qui lui fait signer son engagement au sein du club. Le jeune joueur intègre l'Academy de Manchester United. L'année suivante, il signe déjà son premier contrat professionnel, en octobre 1954 et fait partie des Busby Babes, jeunes talents recrutés par Matt Busby, entraîneur et manager du club, dans l'espoir de préparer les futures générations et de rehausser le niveau de l'équipe.
En dépit de remporter les trois premières éditions de la FA Youth Cup (1954, 1955, 1956), Charlton doit attendre le 6 octobre 1956 et la réception du Charlton Athletic à Old Trafford pour faire ses débuts avec l'équipe première, championne en titre. Dès ces débuts, Bobby Charlton inscrit un doublé, malgré une blessure à la cheville cachée à Matt Busby, et United s'impose 4-2. Lors de cette saison 1956-57, United devient le premier club anglais à participer à la Coupe d'Europe des champions. Devenant titulaire en fin de saison, Charlton inscrit dix buts et remporte son premier titre de champion dès sa première saison,. Les Red Devils atteignent la finale de la FA Cup, perdue face à Aston Villa.
Au début de saison 1957-58, Charlton lutte toujours pour une place de titulaire auprès de Sir Matt Busby. Le joueur inscrit un triplé contre les Bolton Wanderers et obtient sa place dans l'équipe.

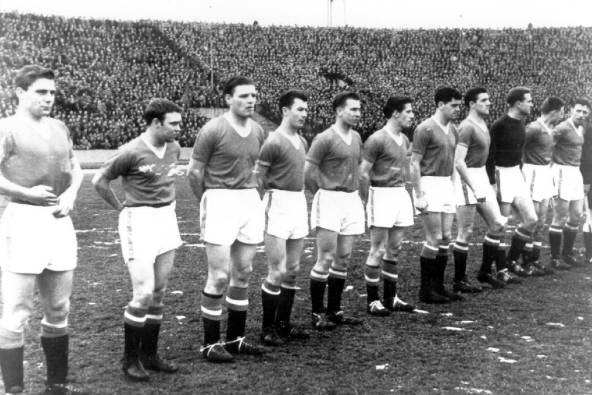
L'équipe mancunienne avant le match contre l’Étoile rouge. Charlton est le 5e en partant de la g.

Le 5 février 1958, Manchester obtient un match nul 3-3 en quart de finale retour chez l’Étoile rouge de Belgrade, avec un doublé de Charlton après déjà un but à l'aller, qualifiant l'équipe pour le dernier carré de Coupe d'Europe. Le lendemain, l'avion de la British Airways qui ramène l'équipe et quelques journalistes vers la Grande-Bretagne effectue une escale à Munich pour faire le plein de carburant. Après deux tentatives ratées de décollage, le troisième essai est fatal et l'avion s'écrase sur la piste enneigée. Éjecté de l’appareil, Bobby Charlton s’en sort avec des blessures légères, mais vingt-trois personnes, dont huit de ses coéquipiers, perdent la vie dans l’accident. C’est un autre joueur, Harry Gregg, qui sauve Bobby Charlton, ainsi que d'autres personnes en les faisant sortir de l'avion.
Trois mois après le crash, Manchester United échoue pour la seconde fois consécutive en finale de la FA Cup, cette fois face aux Bolton Wanderers.

Deux mois après le crash de Munich, Bobby Charlton est connaît sa première sélection en équipe nationale, le 19 avril 1958 à Glasgow contre l'Écosse,. Il participe à la victoire 0-4 avec son premier but international,. Retenu pour la Coupe du monde 1958 en juin par Walter Winterbottom, il vit la compétition depuis le banc de touche et ne dispute pas une seule minute de la compétition, terminée dès le premier tour après un match de barrage perdu contre l’URSS.

### Renouveau avec Manchester United (1958-1963)

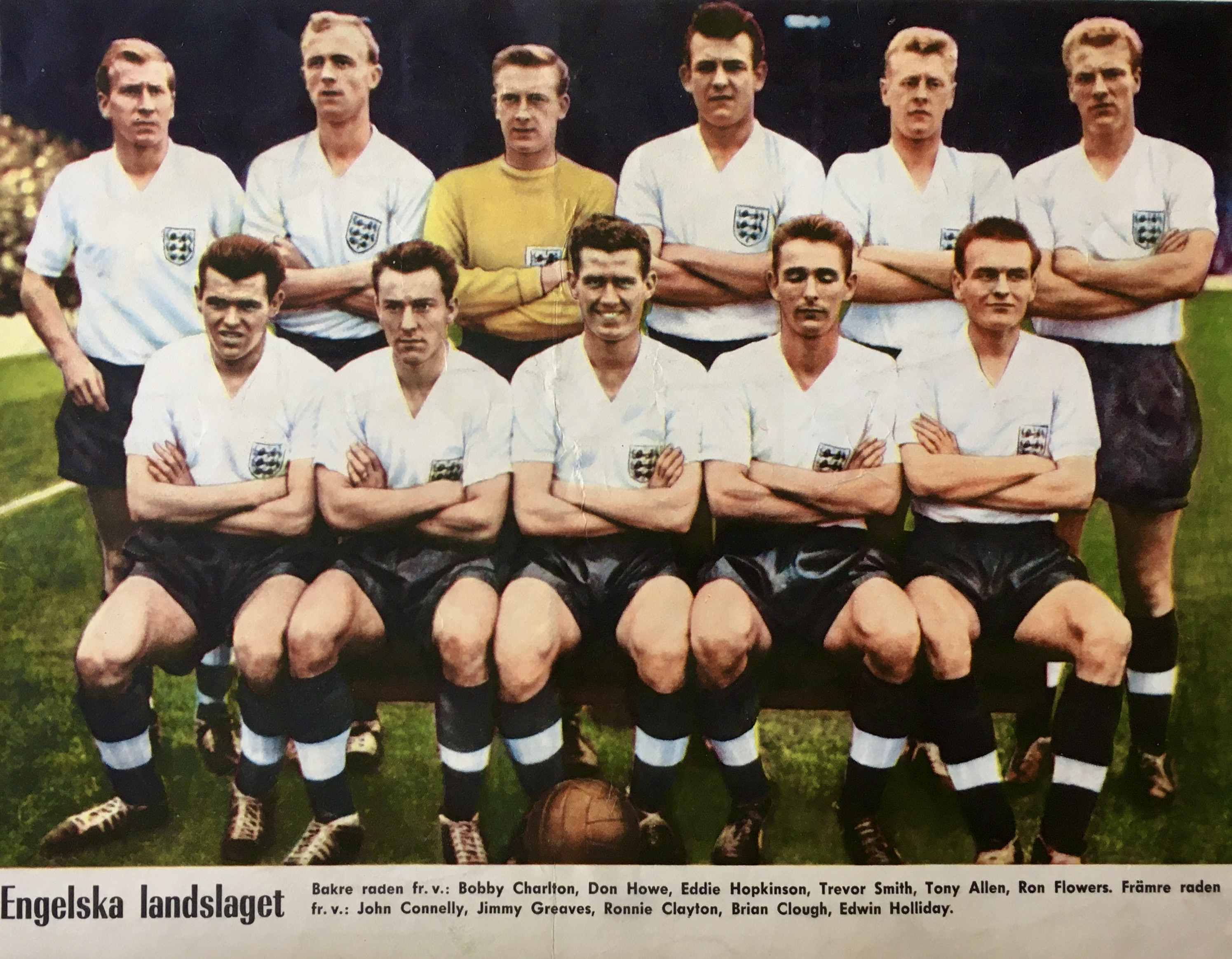
Charlton (en h. à g.) avec l'Angleterre en octobre 1959.

Le jeune Bobby Charlton reprend sa carrière footballistique, mais l'équipe de Manchester est décimée. Toujours avec Matt Busby à la tête de l'équipe, Charlton se retrouve à mener l'équipe par la force des choses. L'entraîneur devient obsédé par la conquête du titre européen pour honorer les joueurs disparus.

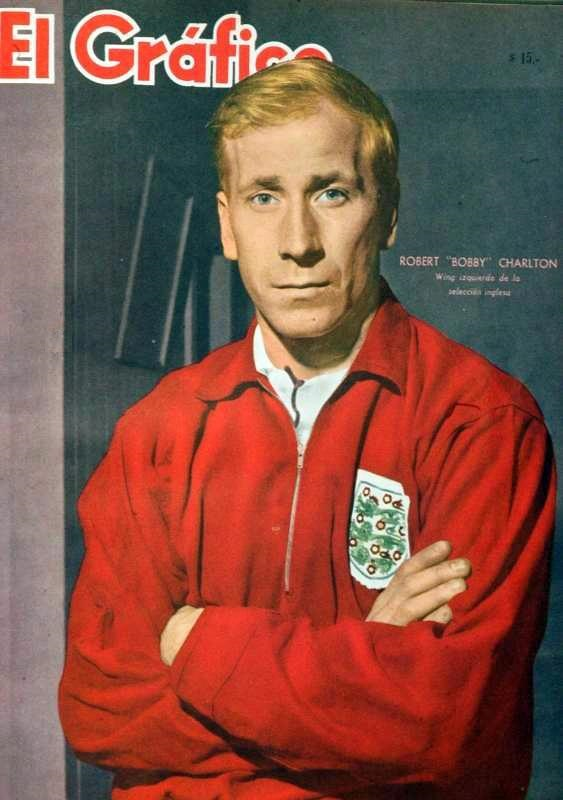
Bobby Charlton en 1962.

Bobby Charlton s'affirme comme l'un des meneurs de l'équipe et se fait remarquer comme l'un des meilleurs buteurs du Royaume-Uni. Il est régulièrement sélectionné en équipe d'Angleterre. Avant le Mondial 1962, Charlton inscrit déjà vingt-quatre buts avec sa sélection nationale,.
Il est retenu en tant que titulaire indiscutable pour disputer la Coupe du monde au Chili, passant d’un poste de milieu défensif à une place de milieu sur le flanc gauche. Charlton marque lors du succès sur l'Argentine (3-1). L'Angleterre est éliminée en quart de finale par le Brésil, tenant du titre et futur vainqueur du tournoi.
En 1962, United recrute Denis Law tandis que George Best, arrivé un an plus tôt, fait ses classes en équipe junior. Au terme de la saison 1962-63, pour sa troisième finale, Charlton remporte enfin sa première FA Cup contre Leicester.

### Coupe du monde, Ballon d'or et Coupe d'Europe (1963-1968)

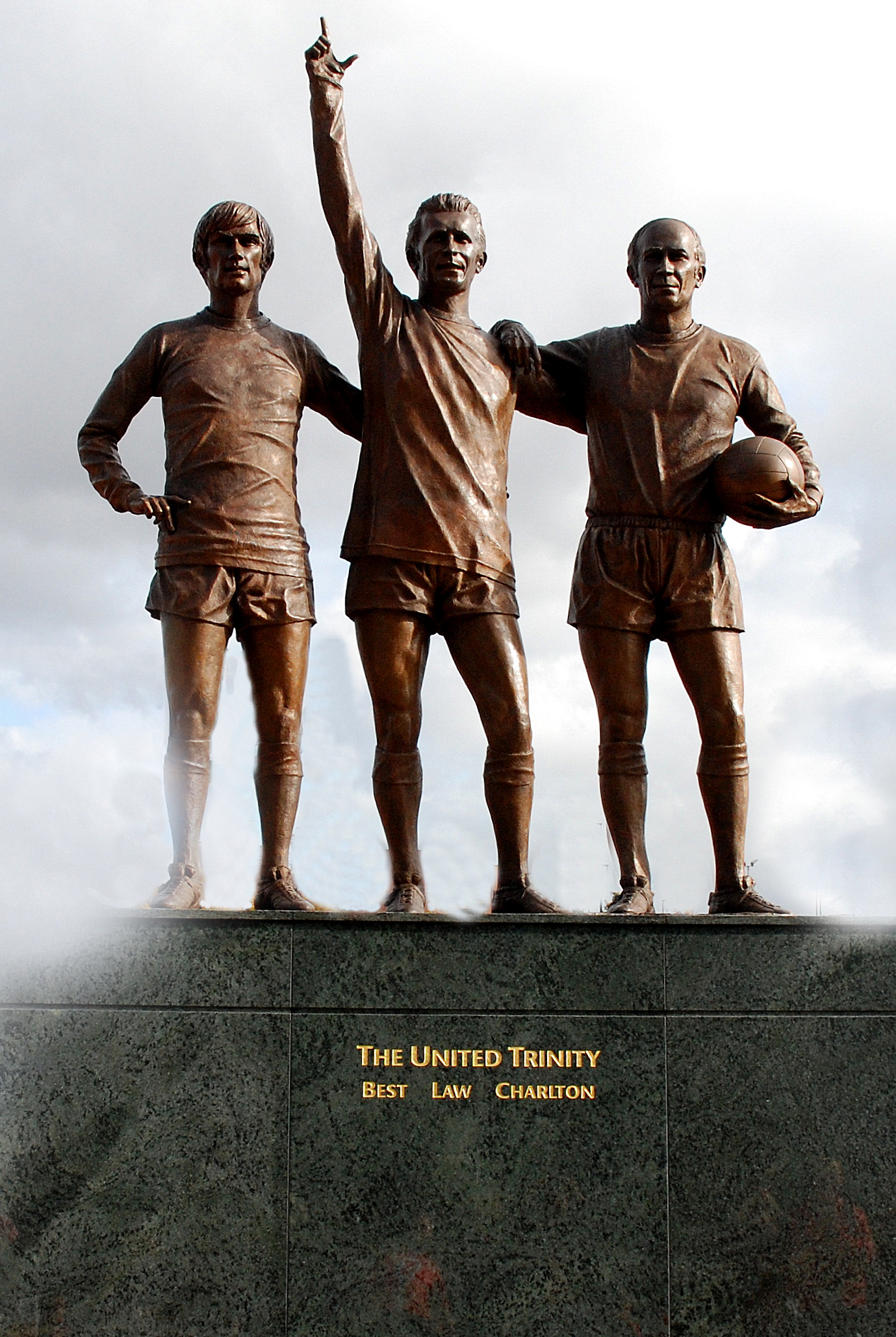
Statue représentant « The United trinity » Best, Law et Charlton (g. à d.).

En Angleterre, Manchester United revit avec Bobby Charlton associé à Denis Law et George Best en attaque, une formation offensive connue sous le nom United Trinity. Après la FA Challenge Cup de 1963, c'est le championnat que les Red Devils remportent en 1964-65. Charlton est élu joueur de l'année FWA du Championnat d'Angleterre en 1965-66[réf. nécessaire].

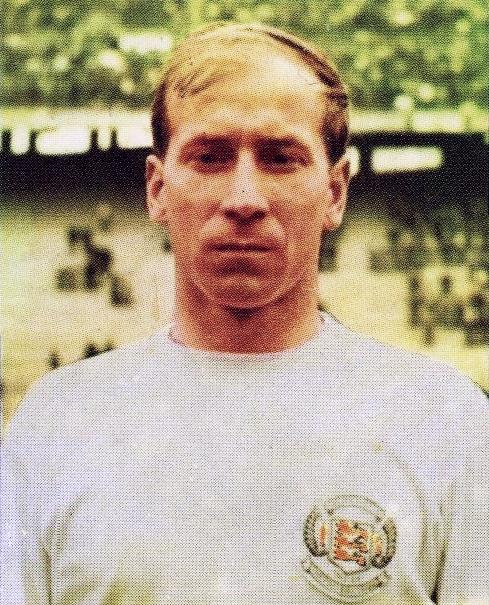
Bobby Charlton en 1966.

En 1966, Bobby Charlton fait partie de la sélection anglaise qui accueille la Coupe du monde sur ses propres terres. L'équipe d'Angleterre, qui n'a alors comme meilleure performance que deux quart de finale, compte sur des joueurs accomplis comme Bobby Moore, Bobby Charlton, Roger Hunt et Gordon Banks. Charlton inscrit le premier but des Three Lions dans la compétition d'une frappe lointaine lors du deuxième match contre le Mexique (2-0). Sous la houlette d'Alf Ramsey, l'Angleterre dispute tous ses matchs à Wembley et enchaîne les victoires. Face au Portugal d’Eusébio en demi-finale, Charlton signe un doublé victorieux, au terme d’un match très disputé (2-1). Le 30 juillet 1966, l'Angleterre remporte la Coupe du monde, en battant la RFA, 4 à 2 après prolongation,. Malgré un but litigieux, qui fit basculer la rencontre[réf. nécessaire], cette victoire concrétise la carrière de joueurs comme Bobby Charlton ou Bobby Moore. Jack Charlton, le frère de Bobby, est aussi titulaire lors de la finale. L'arbitrage du tournoi est dit très désavantageux pour les rivaux de l'équipe anglaise. Robert Charlton est l’un des grands artisans de la victoire de l’Angleterre lors de la Coupe du monde en 1966. Geoffrey Hurst, meilleur buteur de la sélection anglaise lors de la compétition (4 buts), est crédité de deux passes décisives de Bobby Charlton.
Robert Charlton reçoit en fin d'année 1966 le Ballon d’or désignant, à l’époque, le meilleur joueur européen. Il devient seulement le deuxième anglais à recevoir cette récompense individuelle, dix ans après Stanley Matthews. En 1966-67, ManU est de nouveau champion.

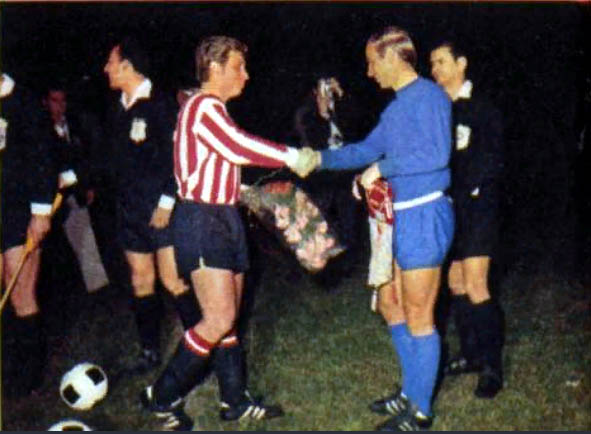
Le capitaine Charlton (en bleu) avant la finale de Coupe intercontinentale 1968.

Au terme de la saison 1967-1968, Manchester United devient le premier club anglais à remporter la Coupe d’Europe des clubs champions, ancêtre de la Ligue des champions. De nouveau à domicile à Wembley pour la finale, Charlton inscrit un doublé face à Benfica (4-1 ap). Son statut de capitaine lui vaut de brandir le trophée. Quelques semaines plus tard, les Red Devils sont défaits en finale de la Coupe intercontinentale face à Estudiantes de La Plata : après une défaite 1-0 en Argentine, Manchester United concède le nul 1-1 à Old Trafford.

### Chute des résultats (1968-1973)

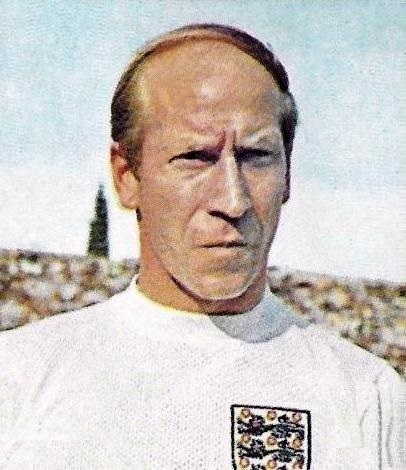
Bobby Charlon en 1970.

Après 24 ans en tant qu’entraîneur de Manchester United, Matt Busby prend sa retraite en 1969 à l'issue de la saison. Wilf McGuinness (en) le remplace lors de la saison 1969-1970 finie huitième en championnat.
En 1970, malgré ses trente-deux ans, Bobby Charlton est encore une pièce essentielle de l'équipe d'Angleterre à la Coupe du monde. Opposée une nouvelle fois à la RFA, en quart de finale, les Anglais mènent 2-0. Bobby Charlton est aligné pour contenir les montées de Franz Beckenbauer. Pour la première fois en Coupe du monde, le règlement autorise les remplacements en cours de match. « Pour le préserver » se justifiera-t-il par la suite, le sélectionneur Alf Ramsey remplace Bobby Charlton alors que la RFA revient à 2-1 juste avant sa sortie. L'Angleterre s'incline finalement 2-3 après prolongation. Dans l’avion qui les ramène en Angleterre, son frère Jack Charlton, Bobby annonce au sélectionneur qu'ils ne souhaitent plus être appelés en équipe nationale,. Charlton met fin à sa carrière internationale après 106 sélections et 49 buts. Alors joueur le plus capé et meilleur buteur de l'histoire de la sélection anglaise, il est détrôné au nombre de buts par un autre Mancunien, Wayne Rooney, en 2015.
Après un mauvais départ en 1970-1971, Busby revient en urgence à Manchester United, pour une pige de six mois. En 1972, Tommy Docherty devient l'entraîneur et sauve le club de la relégation cette saison-là. Bobby Charlton quittent le club en avril 1973, après un match contre Chelsea. Après 758 matchs et 249 buts sous les couleurs de Manchester United, Bobby Charlton est alors recordman du nombre de matches joué (dépassé en 2008 par Ryan Giggs) et meilleur buteur du club avec United (là aussi dépassé par Wayne Rooney, en 2017).

### Fin de carrière et de vie

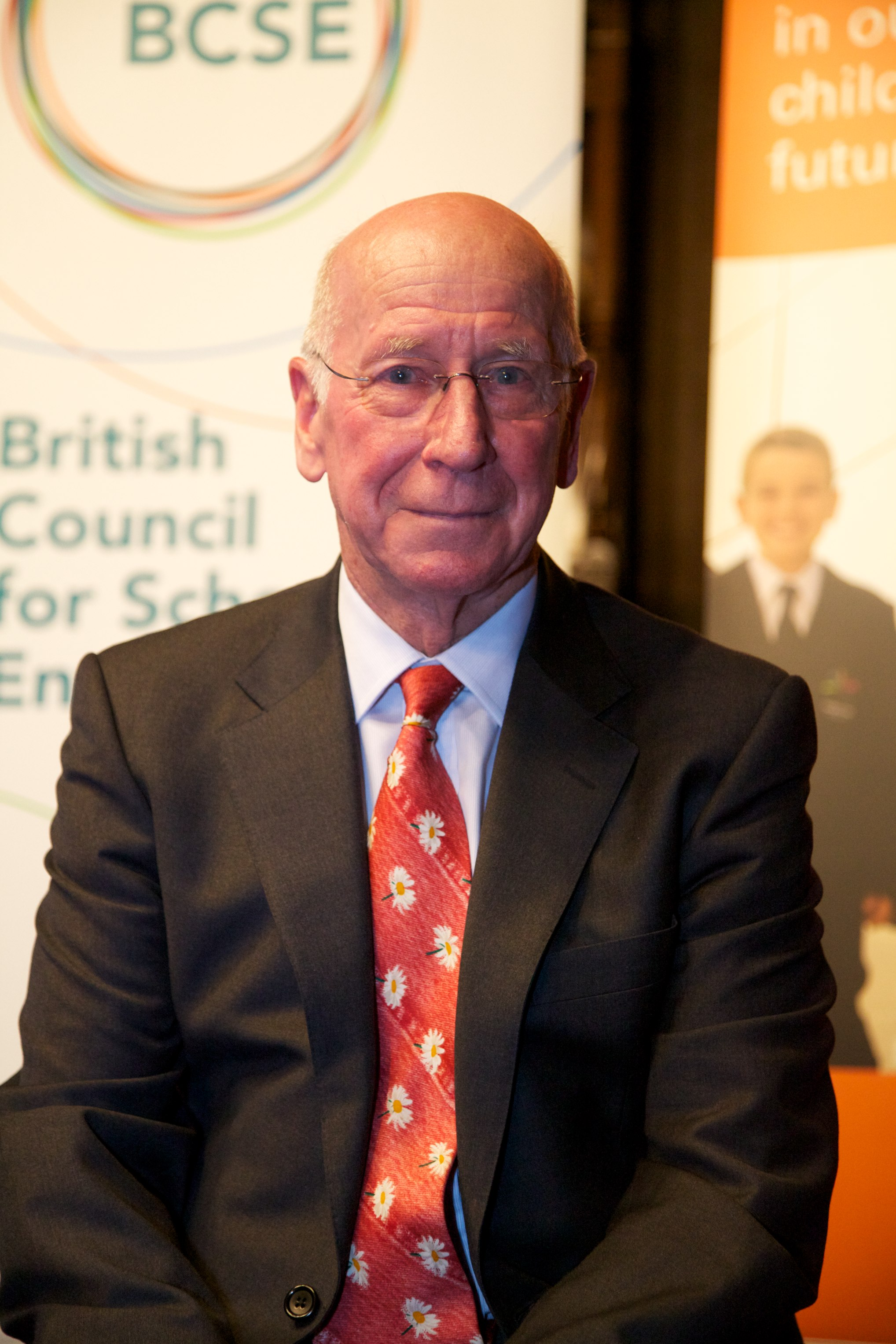
Bobby Charlton en 2010.

Dès sa retraite des terrains, Bobby Charlton prend la tête de l'équipe de Preston North End. Il rechausse même les crampons pour endosser le rôle d’entraîneur-joueur lors de la saison 1974-1975 au terme de laquelle il démissionne.
En 1976, Charlton termine sa carrière au Waterford FC, en Irlande. Il retourne sur le terrain et joue brièvement pour les équipes australiennes Newcastle KB United, Perth Azzurri et Blacktown City.
Bobby Charlton est ensuite directeur technique et sportif de Manchester United pendant 39 ans puis membre du board, conseil d'administration du club.
En 1983, il accepte ensuite un poste de directeur dans le conseil d'administration du Wigan Athletic dont il est également le manager intérimaire la même année.
Diagnostiqué comme atteint de démence en novembre 2020,, Bobby Charlton meurt le 21 octobre 2023 à l'âge de 86 ans.

## Style de jeu

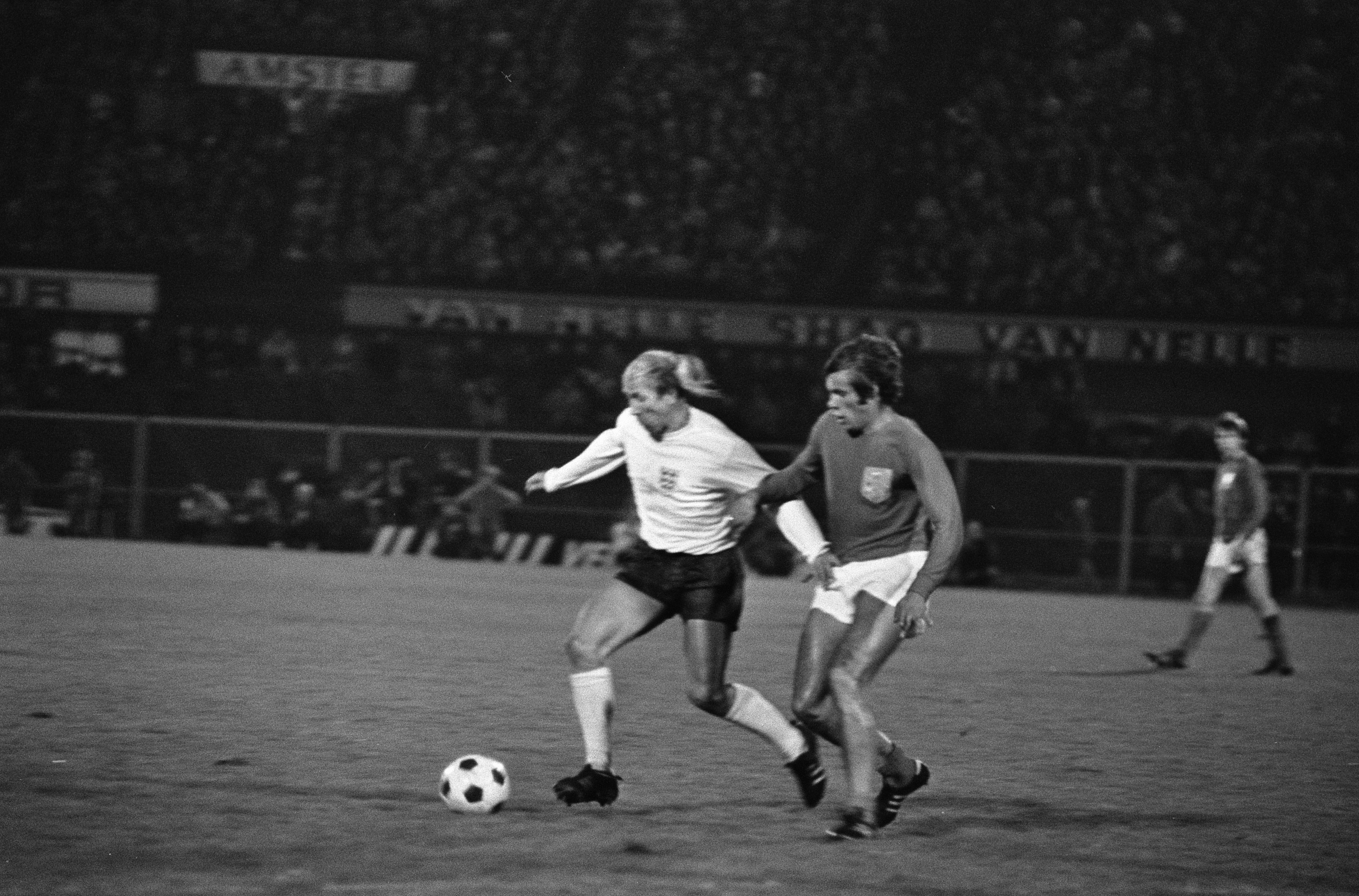
Charlton luttant avec Dick van Dijk en 1969.

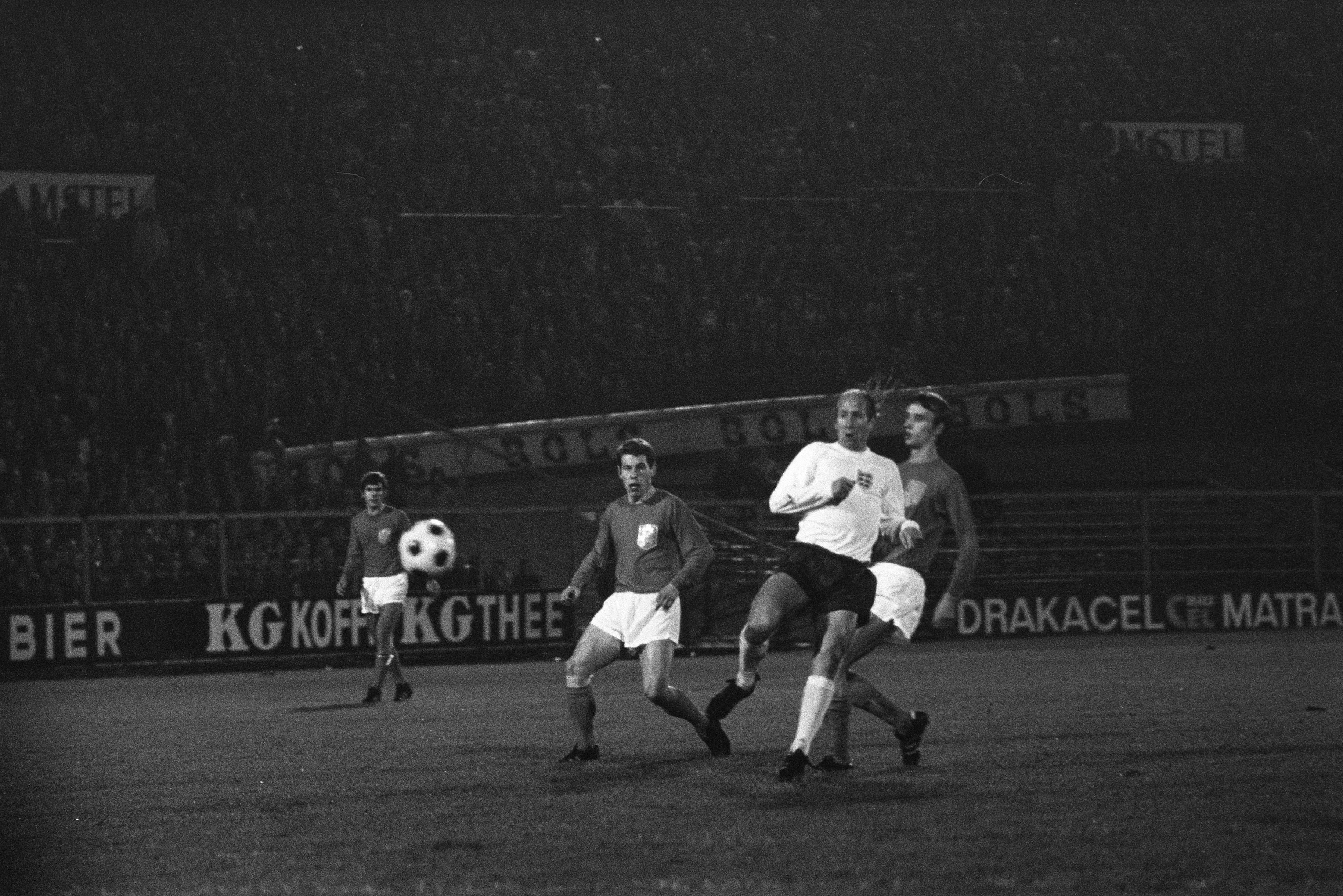
Charlton après une frappe en 1969.

Milieu de terrain offensif, Bobby Charlton est d'abord réputé pour ses frappes lourdes et précises, même si lointaines. Il se fait aussi connaître pour sa qualité de passe et son volume de jeu. Enfin, Charlton popularise les ballons piqués. Dribbleur redouté, il ne reçoit qu’un seul carton jaune au cours de sa carrière. Gaucher, il utilise son pied droit notamment pour ses frappes lourdes de loin. Coéquipier en sélection, Sir Geoff Hurst déclare : « Pied droit, pied gauche, la nature a bien fait les choses avec lui. Il pouvait filer sur les deux ailes du terrain et frapper des deux pieds. C’est l’un des meilleurs joueurs ambidextres que j’ai connus ».
Charlton devient, au fil de sa carrière, le symbole de l’élégance et de l’esprit sportif. Son premier entraîneur professionnel Matt Busby se souvient de lui : « Il n’y a jamais eu de footballeur aussi apprécié. Il frôlait la perfection, aussi bien en tant qu’homme qu’en tant que joueur ». Bobby Charlton s'illustre par sa vision du jeu et ses qualités de buteur. Doué d'une puissante frappe de balle, il se fait remarquer comme l'un des meilleurs buteurs du Royaume-Uni Non content d'être un bon distilleur de ballons, Bobby Charlton était un buteur d'une finesse incomparable, d'une frappe lourde et rasante, et un maître du petit ballon piqué. C'est d'ailleurs lui qui le popularise réellement.
Ed Woodward, ancien vice-président de Manchester United, déclare : « Bobby est tout simplement la personnalité la plus emblématique de l’histoire du football anglais. Un joueur, un diplomate, un gentleman et un travailleur acharné dans le domaine caritatif, il représente tout ce qui est bon dans le football et à Manchester United ». Gary Lineker, autre joueur emblématique anglais, le considère comme « le plus grand joueur anglais de tous les temps ».

## Statistiques

### Par saison
Bobby Charlton dispute 758 matchs et 249 buts sous les couleurs de Manchester United,.
| Saison                | Club                  | Championnat           | Championnat | Championnat | Coupe nationale | Coupe nationale | Coupe de la Ligue | Coupe de la Ligue | Supercoupe | Supercoupe | Compétition(s) continentale(s) | Compétition(s) continentale(s) | Compétition(s) continentale(s) | Angleterre | Angleterre | Total | Total |
| Saison                | Club                  | Division              | M.          | B.          | M.              | B.              | M.                | B.                | M.         | B.         | Comp.                          | M.                             | B.                             | M.         | B.         | M.    | B.    |
| 1956-1957             | Manchester United     | First Division        | 14          | 10          | 2               | 1               | -                 | -                 | -          | -          | C1                             | 1                              | 1                              | -          | -          | 17    | 12    |
| 1957-1958             | Manchester United     | First Division        | 21          | 8           | 7               | 5               | -                 | -                 | -          | -          | C1                             | 2                              | 3                              | 6          | 7          | 36    | 23    |
| 1958-1959             | Manchester United     | First Division        | 38          | 29          | 1               | 0               | -                 | -                 | -          | -          | -                              | -                              | -                              | 7          | 5          | 46    | 34    |
| 1959-1960             | Manchester United     | First Division        | 37          | 18          | 3               | 3               | -                 | -                 | -          | -          | -                              | -                              | -                              | 8          | 6          | 48    | 27    |
| 1960-1961             | Manchester United     | First Division        | 39          | 21          | 3               | 0               | -                 | -                 | -          | -          | -                              | -                              | -                              | 9          | 6          | 51    | 27    |
| 1961-1962             | Manchester United     | First Division        | 37          | 8           | 6               | 2               | -                 | -                 | -          | -          | -                              | -                              | -                              | 8          | 1          | 51    | 11    |
| 1962-1963             | Manchester United     | First Division        | 28          | 7           | 6               | 2               | -                 | -                 | -          | -          | -                              | -                              | -                              | 10         | 6          | 44    | 15    |
| 1963-1964             | Manchester United     | First Division        | 40          | 9           | 7               | 2               | -                 | -                 | -          | -          | C1                             | 6                              | 4                              | 8          | 2          | 61    | 17    |
| 1964-1965             | Manchester United     | First Division        | 41          | 10          | 7               | 0               | -                 | -                 | -          | -          | C1                             | 11                             | 8                              | 5          | 2          | 64    | 20    |
| 1965-1966             | Manchester United     | First Division        | 38          | 16          | 7               | 0               | -                 | -                 | -          | -          | C1                             | 8                              | 2                              | 15         | 6          | 68    | 24    |
| 1966-1967             | Manchester United     | First Division        | 42          | 12          | 2               | 0               | -                 | -                 | -          | -          | -                              | -                              | -                              | 4          | 2          | 48    | 14    |
| 1967-1968             | Manchester United     | First Division        | 41          | 15          | 2               | 1               | -                 | -                 | -          | -          | C1                             | 9                              | 2                              | 4          | 2          | 56    | 20    |
| 1968-1969             | Manchester United     | First Division        | 32          | 5           | 6               | 0               | -                 | -                 | -          | -          | C1                             | 8                              | 2                              | 8          | 3          | 54    | 10    |
| 1969-1970             | Manchester United     | First Division        | 40          | 12          | 9               | 1               | 8                 | 1                 | -          | -          | -                              | -                              | -                              | 9          | 1          | 66    | 15    |
| 1970-1971             | Manchester United     | First Division        | 42          | 5           | 2               | 0               | 6                 | 3                 | -          | -          | -                              | -                              | -                              | 9          | 2          | 59    | 10    |
| 1971-1972             | Manchester United     | First Division        | 40          | 8           | 7               | 2               | 6                 | 2                 | -          | -          | -                              | -                              | -                              | -          | -          | 53    | 12    |
| 1972-1973             | Manchester United     | First Division        | 36          | 3           | 1               | 0               | 4                 | 1                 | -          | -          | -                              | -                              | -                              | -          | -          | 41    | 4     |
| Sous-total            | Sous-total            | Sous-total            | 606         | 199         | 78              | 19              | 24                | 7                 | -          | -          | -                              | 45                             | 22                             | 106        | 49         | 859   | 296   |
| 1974-1975             | Preston North End     | Third Division        | 38          | 8           | 4               | 1               | 3                 | 1                 | -          | -          | -                              | -                              | -                              | -          | -          | 45    | 10    |
| 1975-1976             | Waterford United      | D1                    | 3           | 1           | 1               | 0               | -                 | -                 | -          | -          | -                              | -                              | -                              | -          | -          | 4     | 1     |
| Total sur la carrière | Total sur la carrière | Total sur la carrière | 647         | 208         | 83              | 20              | 27                | 8                 | -          | -          | -                              | 45                             | 22                             | 106        | 49         | 908   | 307   |

### Internationales
| Compétition                  | MJ  | V  | N  | D  | But inscrit |
| ---------------------------- | --- | -- | -- | -- | ----------- |
| Coupe du monde               | 14  | 8  | 2  | 4  | 4           |
| qualif. Coupe du monde       | 4   | 3  | 1  | -  | 5           |
| Championnat d'Europe         | 2   | 1  | -  | 1  | 1           |
| qualif. Championnat d'Europe | 9   | 6  | 1  | 2  | 4           |
| British Championship         | 25  | 14 | 8  | 3  | 13          |
| Taça das Nações (en)         | 2   | -  | -  | 2  | -           |
| Match amical                 | 50  | 29 | 11 | 10 | 22          |
| Total                        | 106 | 61 | 23 | 22 | 49          |

La carrière internationale de Sir Robert Charlton avec l'équipe d'Angleterre s'étale sur plus de douze ans, entre sa première sélection en avril 1958 à l'occasion du British Home Championship et la dernière en juin 1970 lors de l'élimination de la Coupe du monde.
Bobby Charlton dispute 106 rencontres internationales au total pour 61 victoires, 23 matchs nuls et 22 défaites. Il connaît sa plus longue série de victoire entre novembre 1965 et la préparation de la Coupe du monde 1966, avec huit succès de rang. Cette période est aussi sa plus longue en invincibilité avec l'Angleterre, portée à dix-sept rencontres à la suite du succès lors du Mondial. À l'inverse, il vit deux fois trois défaites de suite, lors d'une tournée en Amérique en mai 1959, et surtout entre juin 1962 et avril 1963 avec l'élimination en quart de finale de la Coupe du monde, la défaite en match retour du tour préliminaire des éliminatoires de l'Euro 1964, puis en British Championship.
Sa plus large victoire est un 0-10 aux États-Unis en mai 1964 pour une rencontre amicale. Sa plus large défaite a lieu, en amical aussi, en Yougoslavie en mai 1958 (0-5) à l'occasion de sa troisième cape.
Bobby Charlton joue contre l'équipe d'Écosse à douze reprises (cinq victoires, trois matchs nuls et quatre défaites), l'adversaire qu'il affronte le plus.
Charlton inscrit quatre triplés avec l'Angleterre, dont un seul en compétition officiel. Il réalise cette performance au Luxembourg en octobre 1960 (0-9) à l'occasion du tour préliminaire du Mondial 1962. Son record de matchs consécutifs avec au moins un but inscrit s'élève à quatre rencontres. Il réussit cela à deux reprises, chaque fois en match amical et British Championship, entre octobre 1958 et mai 1959, entre sa quatrième et septième sélection, puis de mai à octobre 1963, de sa 42e à sa 45e cape.
| Liste des sélections de Charlton avec l'Angleterre | Liste des sélections de Charlton avec l'Angleterre | Liste des sélections de Charlton avec l'Angleterre | Liste des sélections de Charlton avec l'Angleterre | Liste des sélections de Charlton avec l'Angleterre | Liste des sélections de Charlton avec l'Angleterre | Liste des sélections de Charlton avec l'Angleterre |
| #                                                  | Date                                               | Lieu                                               | Adversaire                                         | Score                                              | Compétition                                        | Performances individuelles                         |
| -------------------------------------------------- | -------------------------------------------------- | -------------------------------------------------- | -------------------------------------------------- | -------------------------------------------------- | -------------------------------------------------- | -------------------------------------------------- |
| 1                                                  | 19 avril 1958                                      | Glasgow                                            | Écosse                                             | 4 - 0                                              | British Championship                               | But inscrit                                        |
| 2                                                  | 7 mai 1958                                         | Londres                                            | Portugal                                           | 2 - 1                                              | A                                                  | But inscrit · But inscrit                          |
| 3                                                  | 11 mai 1958                                        | Belgrade                                           | Yougoslavie                                        | 0 - 5                                              | A                                                  |                                                    |
| 4                                                  | 4 octobre 1958                                     | Belfast                                            | Irlande du Nord                                    | 3 - 3                                              | British Championship                               | But inscrit · But inscrit                          |
| 5                                                  | 22 octobre 1958                                    | Londres                                            | Union soviétique                                   | 5 - 0                                              | A                                                  | But inscrit                                        |
| 6                                                  | 11 avril 1958                                      | Londres                                            | Écosse                                             | 1 - 0                                              | British Championship                               | But inscrit                                        |
| 7                                                  | 6 mai 1959                                         | Londres                                            | Italie                                             | 2 - 2                                              | A                                                  | But inscrit                                        |
| 8                                                  | 13 mai 1959                                        | Rio de Janeiro                                     | Brésil                                             | 0 - 2                                              | A                                                  |                                                    |
| 9                                                  | 17 mai 1959                                        | Lima                                               | Pérou                                              | 1 - 4                                              | A                                                  |                                                    |
| 10                                                 | 24 mai 1959                                        | Mexico                                             | Mexique                                            | 1 - 2                                              | A                                                  |                                                    |
| 11                                                 | 28 mai 1959                                        | Los Angeles                                        | États-Unis                                         | 8 - 1                                              | A                                                  | But inscrit · But inscrit · But inscrit            |
| 12                                                 | 17 octobre 1959                                    | Cardiff                                            | Pays de Galles                                     | 1 - 1                                              | British Championship                               |                                                    |
| 13                                                 | 28 octobre 1959                                    | Londres                                            | Suède                                              | 2 - 3                                              | A                                                  | But inscrit                                        |
| 14                                                 | 9 avril 1960                                       | Glasgow                                            | Écosse                                             | 1 - 1                                              | British Championship                               | But inscrit                                        |
| 15                                                 | 11 mai 1960                                        | Londres                                            | Yougoslavie                                        | 3 - 3                                              | A                                                  |                                                    |
| 16                                                 | 15 mai 1960                                        | Madrid                                             | Espagne                                            | 0 - 3                                              | A                                                  |                                                    |
| 17                                                 | 22 mai 1960                                        | Budapest                                           | Hongrie                                            | 0 - 2                                              | A                                                  |                                                    |
| 18                                                 | 8 octobre 1960                                     | Belfast                                            | Irlande du Nord                                    | 5 - 2                                              | British Championship                               | But inscrit                                        |
| 19                                                 | 19 octobre 1960                                    | Luxembourg                                         | Luxembourg                                         | 9 - 0                                              | tour prélim. Mondial 1962                          | 3e, 7e, 65e                                        |
| 20                                                 | 26 octobre 1960                                    | Londres                                            | Espagne                                            | 4 - 2                                              | A                                                  |                                                    |
| 21                                                 | 23 novembre 1960                                   | Londres                                            | Pays de Galles                                     | 5 - 1                                              | British Championship                               | But inscrit                                        |
| 22                                                 | 15 avril 1961                                      | Londres                                            | Écosse                                             | 9 - 3                                              | British Championship                               |                                                    |
| 23                                                 | 10 mai 1961                                        | Londres                                            | Mexique                                            | 8 - 0                                              | A                                                  | But inscrit · But inscrit · But inscrit            |
| 24                                                 | 21 mai 1961                                        | Lisbonne                                           | Portugal                                           | 1 - 1                                              | tour prélim. Mondial 1962                          |                                                    |
| 25                                                 | 24 mai 1961                                        | Rome                                               | Italie                                             | 3 - 2                                              | A                                                  |                                                    |
| 26                                                 | 27 mai 1961                                        | Vienne                                             | Autriche                                           | 1 - 3                                              | A                                                  |                                                    |
| 27                                                 | 28 septembre 1961                                  | Londres                                            | Luxembourg                                         | 4 - 1                                              | tour prélim. Mondial 1962                          | 44e, 80e                                           |
| 28                                                 | 14 octobre 1961                                    | Cardiff                                            | Pays de Galles                                     | 1 - 1                                              | British Championship                               |                                                    |
| 29                                                 | 25 octobre 1961                                    | Londres                                            | Portugal                                           | 2 - 0                                              | tour prélim. Mondial 1962                          |                                                    |
| 30                                                 | 22 novembre 1961                                   | Londres                                            | Irlande du Nord                                    | 1 - 1                                              | British Championship                               | But inscrit                                        |
| 31                                                 | 4 avril 1962                                       | Londres                                            | Autriche                                           | 3 - 1                                              | A                                                  |                                                    |
| 32                                                 | 14 avril 1962                                      | Glasgow                                            | Écosse                                             | 0 - 2                                              | British Championship                               |                                                    |
| 33                                                 | 9 mai 1962                                         | Londres                                            | Suisse                                             | 3 - 1                                              | A                                                  |                                                    |
| 34                                                 | 20 mai 1962                                        | Lima                                               | Pérou                                              | 4 - 0                                              | A                                                  |                                                    |
| 35                                                 | 31 mai 1962                                        | Rancagua                                           | Hongrie                                            | 1 - 2                                              | Coupe du monde 1962                                |                                                    |
| 36                                                 | 2 juin 1962                                        | Rancagua                                           | Argentine                                          | 3 - 1                                              | Coupe du monde 1962                                | 42e                                                |
| 37                                                 | 7 juin 1962                                        | Rancagua                                           | Bulgarie                                           | 0 - 0                                              | Coupe du monde 1962                                |                                                    |
| 38                                                 | 10 juin 1962                                       | Viña del Mar                                       | Brésil                                             | 1 - 3                                              | Coupe du monde 1962                                |                                                    |
| 39                                                 | 27 février 1963                                    | Paris                                              | France                                             | 2 - 5                                              | Éliminatoires Euro 1964                            |                                                    |
| 40                                                 | 6 avril 1963                                       | Londres                                            | Écosse                                             | 1 - 2                                              | British Championship                               |                                                    |
| 41                                                 | 8 mai 1963                                         | Londres                                            | Brésil                                             | 1 - 1                                              | A                                                  |                                                    |
| 42                                                 | 29 mai 1963                                        | Bratislava                                         | Tchécoslovaquie                                    | 4 - 2                                              | A                                                  | But inscrit                                        |
| 43                                                 | 2 juin 1963                                        | Leipzig                                            | Allemagne de l'Est                                 | 2 - 1                                              | A                                                  | But inscrit                                        |
| 44                                                 | 5 juin 1963                                        | Bâle                                               | Suisse                                             | 8 - 1                                              | A                                                  | But inscrit · But inscrit · But inscrit            |
| 45                                                 | 12 octobre 1963                                    | Cardiff                                            | Pays de Galles                                     | 4 - 0                                              | British Championship                               | But inscrit                                        |
| 46                                                 | 23 octobre 1963                                    | Londres                                            | sélection mondiale FIFA                            | 2 - 1                                              | A                                                  |                                                    |
| 47                                                 | 20 novembre 1963                                   | Londres                                            | Irlande du Nord                                    | 8 - 3                                              | British Championship                               |                                                    |
| 48                                                 | 11 avril 1963                                      | Glasgow                                            | Écosse                                             | 0 - 1                                              | British Championship                               |                                                    |
| 49                                                 | 6 mai 1964                                         | Londres                                            | Uruguay                                            | 2 - 1                                              | A                                                  |                                                    |
| 50                                                 | 17 mai 1964                                        | Lisbonne                                           | Portugal                                           | 4 - 3                                              | A                                                  | But inscrit                                        |
| 51                                                 | 24 mai 1964                                        | Dublin                                             | République d'Irlande                               | 3 - 1                                              | A                                                  |                                                    |
| 52                                                 | 27 mai 1964                                        | New York                                           | États-Unis                                         | 10 - 0                                             | A                                                  | But inscrit                                        |
| 53                                                 | 30 mai 1964                                        | Rio de Janeiro                                     | Brésil                                             | 1 - 5                                              | Taça das Nações (en)                               |                                                    |
| 54                                                 | 6 juin 1964                                        | Rio de Janeiro                                     | Argentine                                          | 0 - 1                                              | Taça das Nações (en)                               |                                                    |
| 55                                                 | 3 octobre 1964                                     | Belfast                                            | Irlande du Nord                                    | 4 - 3                                              | British Championship                               |                                                    |
| 56                                                 | 9 décembre 1964                                    | Amsterdam                                          | Pays-Bas                                           | 1 - 1                                              | A                                                  |                                                    |
| 57                                                 | 10 avril 1965                                      | Londres                                            | Écosse                                             | 2 - 2                                              | British Championship                               | But inscrit                                        |
| 58                                                 | 2 octobre 1965                                     | Cardiff                                            | Pays de Galles                                     | 0 - 0                                              | British Championship                               |                                                    |
| 59                                                 | 20 octobre 1965                                    | Londres                                            | Autriche                                           | 2 - 3                                              | A                                                  | But inscrit                                        |
| 60                                                 | 10 novembre 1965                                   | Londres                                            | Irlande du Nord                                    | 2 - 1                                              | British Championship                               |                                                    |
| 61                                                 | 8 décembre 1965                                    | Madrid                                             | Espagne                                            | 2 - 0                                              | A                                                  |                                                    |
| 62                                                 | 23 février 1966                                    | Londres                                            | Allemagne de l'Ouest                               | 1 - 0                                              | A                                                  |                                                    |
| 63                                                 | 2 avril 1966                                       | Glasgow                                            | Écosse                                             | 4 - 3                                              | British Championship                               | But inscrit                                        |
| 64                                                 | 4 mai 1966                                         | Londres                                            | Yougoslavie                                        | 2 - 0                                              | A                                                  | But inscrit                                        |
| 65                                                 | 26 juin 1966                                       | Helsinki                                           | Finlande                                           | 3 - 0                                              | A                                                  |                                                    |
| 66                                                 | 29 juin 1966                                       | Oslo                                               | Norvège                                            | 6 - 1                                              | A                                                  |                                                    |
| 67                                                 | 5 juillet 1966                                     | Chorzów                                            | Pologne                                            | 1 - 0                                              | A                                                  |                                                    |
| 68                                                 | 11 juillet 1966                                    | Londres                                            | Uruguay                                            | 0 - 0                                              | Coupe du monde 1966 - 1er tour                     |                                                    |
| 69                                                 | 16 juillet 1966                                    | Londres                                            | Mexique                                            | 2 - 0                                              | Coupe du monde 1966 - 1er tour                     | 37e                                                |
| 70                                                 | 20 juillet 1966                                    | Londres                                            | France                                             | 2 - 0                                              | Coupe du monde 1966 - 1er tour                     |                                                    |
| 71                                                 | 23 juillet 1966                                    | Londres                                            | Argentine                                          | 1 - 0                                              | Coupe du monde 1966 - quart de finale              |                                                    |
| 72                                                 | 26 juillet 1966                                    | Londres                                            | Portugal                                           | 2 - 1                                              | Coupe du monde 1966 - demi-finale                  | 30e, 80e                                           |
| 73                                                 | 30 juillet 1966                                    | Londres                                            | Allemagne de l'Ouest                               | 4 - 2                                              | Coupe du monde 1966 - finale                       |                                                    |
| 74                                                 | 22 octobre 1966                                    | Belfast                                            | Irlande du Nord                                    | 2 - 0                                              | éliminatoires Euro 1968                            |                                                    |
| 75                                                 | 2 novembre 1966                                    | Londres                                            | Tchéquie                                           | 0 - 0                                              | A                                                  |                                                    |
| 76                                                 | 16 novembre 1966                                   | Londres                                            | Pays de Galles                                     | 5 - 1                                              | éliminatoires Euro 1968                            | 43e                                                |
| 77                                                 | 15 avril 1967                                      | Londres                                            | Écosse                                             | 2 - 3                                              | éliminatoires Euro 1968                            |                                                    |
| 78                                                 | 21 octobre 1967                                    | Cardiff                                            | Pays de Galles                                     | 3 - 0                                              | éliminatoires Euro 1968                            | 87e                                                |
| 79                                                 | 22 novembre 1967                                   | Londres                                            | Irlande du Nord                                    | 2 - 0                                              | éliminatoires Euro 1968                            | 62e                                                |
| 80                                                 | 6 décembre 1967                                    | Londres                                            | Union soviétique                                   | 2 - 2                                              | A                                                  |                                                    |
| 81                                                 | 24 février 1968                                    | Glasgow                                            | Écosse                                             | 1 - 1                                              | éliminatoires Euro 1968                            |                                                    |
| 82                                                 | 3 avril 1968                                       | Londres                                            | Espagne                                            | 1 - 0                                              | éliminatoires Euro 1968                            | But inscrit                                        |
| 83                                                 | 8 mai 1968                                         | Madrid                                             | Espagne                                            | 2 - 1                                              | éliminatoires Euro 1968                            |                                                    |
| 84                                                 | 22 mai 1968                                        | Londres                                            | Suède                                              | 3 - 1                                              | A                                                  | But inscrit                                        |
| 85                                                 | 5 juin 1968                                        | Florence                                           | Yougoslavie                                        | 0 - 1                                              | Euro 1968 - demi-finale                            |                                                    |
| 86                                                 | 8 juin 1968                                        | Rome                                               | Union soviétique                                   | 2 - 0                                              | Euro 1968 - 3e place                               | 39e                                                |
| 87                                                 | 6 novembre 1968                                    | Bucarest                                           | Roumanie                                           | 0 - 0                                              | A                                                  |                                                    |
| 88                                                 | 11 décembre 1968                                   | Londres                                            | Bulgarie                                           | 1 - 1                                              | A                                                  |                                                    |
| 89                                                 | 15 janvier 1969                                    | Londres                                            | Roumanie                                           | 1 - 1                                              | A                                                  |                                                    |
| 90                                                 | 3 mai 1969                                         | Belfast                                            | Irlande du Nord                                    | 3 - 1                                              | British Championship                               |                                                    |
| 91                                                 | 7 mai 1969                                         | Londres                                            | Pays de Galles                                     | 2 - 1                                              | British Championship                               | But inscrit                                        |
| 92                                                 | 10 mai 1969                                        | Londres                                            | Écosse                                             | 4 - 1                                              | British Championship                               |                                                    |
| 93                                                 | 1er juin 1969                                      | Mexico                                             | Mexique                                            | 0 - 0                                              | A                                                  |                                                    |
| 94                                                 | 8 juin 1969                                        | Montevideo                                         | Uruguay                                            | 2 - 1                                              | A                                                  |                                                    |
| 95                                                 | 12 juin 1969                                       | Rio de Janeiro                                     | Brésil                                             | 1 - 2                                              | A                                                  |                                                    |
| 96                                                 | 5 novembre 1969                                    | Amsterdam                                          | Pays-Bas                                           | 1 - 0                                              | A                                                  |                                                    |
| 97                                                 | 10 décembre 1969                                   | Londres                                            | Portugal                                           | 1 - 0                                              | A                                                  |                                                    |
| 98                                                 | 14 janvier 1970                                    | Londres                                            | Pays-Bas                                           | 0 - 0                                              | A                                                  |                                                    |
| 99                                                 | 18 avril 1970                                      | Cardiff                                            | Pays de Galles                                     | 1 - 1                                              | British Championship                               |                                                    |
| 100                                                | 21 avril 1970                                      | Londres                                            | Irlande du Nord                                    | 3 - 1                                              | British Championship                               | But inscrit                                        |
| 101                                                | 20 mai 1970                                        | Bogotá                                             | Colombie                                           | 4 - 0                                              | A                                                  | But inscrit                                        |
| 102                                                | 24 mai 1970                                        | Quito                                              | Équateur                                           | 2 - 0                                              | A                                                  |                                                    |
| 103                                                | 2 juin 1970                                        | Guadalajara                                        | Roumanie                                           | 1 - 0                                              | Coupe du monde 1970 - 1er tour                     |                                                    |
| 104                                                | 7 juin 1970                                        | Guadalajara                                        | Brésil                                             | 0 - 1                                              | Coupe du monde 1970 - 1er tour                     |                                                    |
| 105                                                | 11 juin 1970                                       | Guadalajara                                        | Tchéquie                                           | 1 - 0                                              | Coupe du monde 1970 - 1er tour                     |                                                    |
| 106                                                | 14 juin 1970                                       | León                                               | Allemagne de l'Ouest                               | 2 - 3 ap                                           | Coupe du monde 1970 - quart de finale              |                                                    |

## Palmarès collectif
Avec Manchester United, Bobby Charlton remporte tous les trophées possibles au Royaume-Uni, avec trois titres de champion d’Angleterre, une Coupe nationale et une Coupe d’Europe des clubs champions. Après la FA Challenge Cup de 1963, c'est le championnat que les Red Devils remportent en 1965 et 1967 (troisième pour Charlton après 1957). Le couronnement arrive en 1968, lorsque Manchester United remporte la Coupe d'Europe.
- Vainqueur de la Coupe du monde en 1966 avec l'Angleterre

| Compétitions nationales | Compétitions internationales                                                                   | Compétitions de jeunes                                                                                     |
| --- | ---------------------------------------------------------------------------------------------- | --- |
| - Championnat d'Angleterre (3) - Champion : 1957, 1965, 1967 - Vice-champion : 1959, 1964, 1968 - Coupe d'Angleterre (1) - Vainqueur : 1963 - Finaliste : 1957, 1958 - Charity Shield (2) - Vainqueur : 1965, 1967 - Finaliste : 1963 | - Ligue des champions (C1) (1) - Vainqueur : 1968 - Coupe intercontinentale - Finaliste : 1968 | - FA Youth Cup (3) - Vainqueur : 1954, 1955, 1956 - FIFA Youth Cup (1) - Vainqueur : 1954[réf. nécessaire] |

## Distinctions individuelles et records

### Sportif
En 1966, Babby Charlton est élu meilleur joueur FWA  du championnat d'Angleterre 1965-66, avant de remporter la Coupe du monde durant l'été, dont il est élu meilleur joueur[réf. nécessaire], et d'être élu Ballon d'or en fin d'année. Charlton récolte cette distinction pour la seule fois de sa carrière, avant d'échouer à la deuxième place les deux années suivantes.
| 1960 | 1961 | 1962 | 1963 | 1964 | 1965 | 1966          | 1967              | 1968              | 1969 | 1970 | 1971 |
| ---- | ---- | ---- | ---- | ---- | ---- | ------------- | ----------------- | ----------------- | ---- | ---- | ---- |
| 7e   | 10e  | -    | 8e   | -    | 5e   | Médaille d'or | Médaille d'argent | Médaille d'argent | 15e  | -    | 22e  |

Charlton met fin à sa carrière internationale après 106 sélections et 49 buts. Bien que n'étant pas attaquant, Bobby Charlton détient jusqu'en septembre 2015 le record de buts inscrits en sélection anglaise, détrôné par un autre Mancunien, Wayne Rooney. A son décès en 2023, il reste le seul international anglais à avoir participé pour quatre éditions de la Coupe du monde. Bobby Charlton figure parmi les quelques joueurs ayant à la fois remporté une Coupe du monde et étant détenteurs du record de buts avec leur équipe nationale, au même titre que Miroslav Klose (Allemagne, 71 buts), David Villa (Espagne, 59 buts), Olivier Giroud (France) et Lionel Messi (Argentine)[réf. nécessaire].

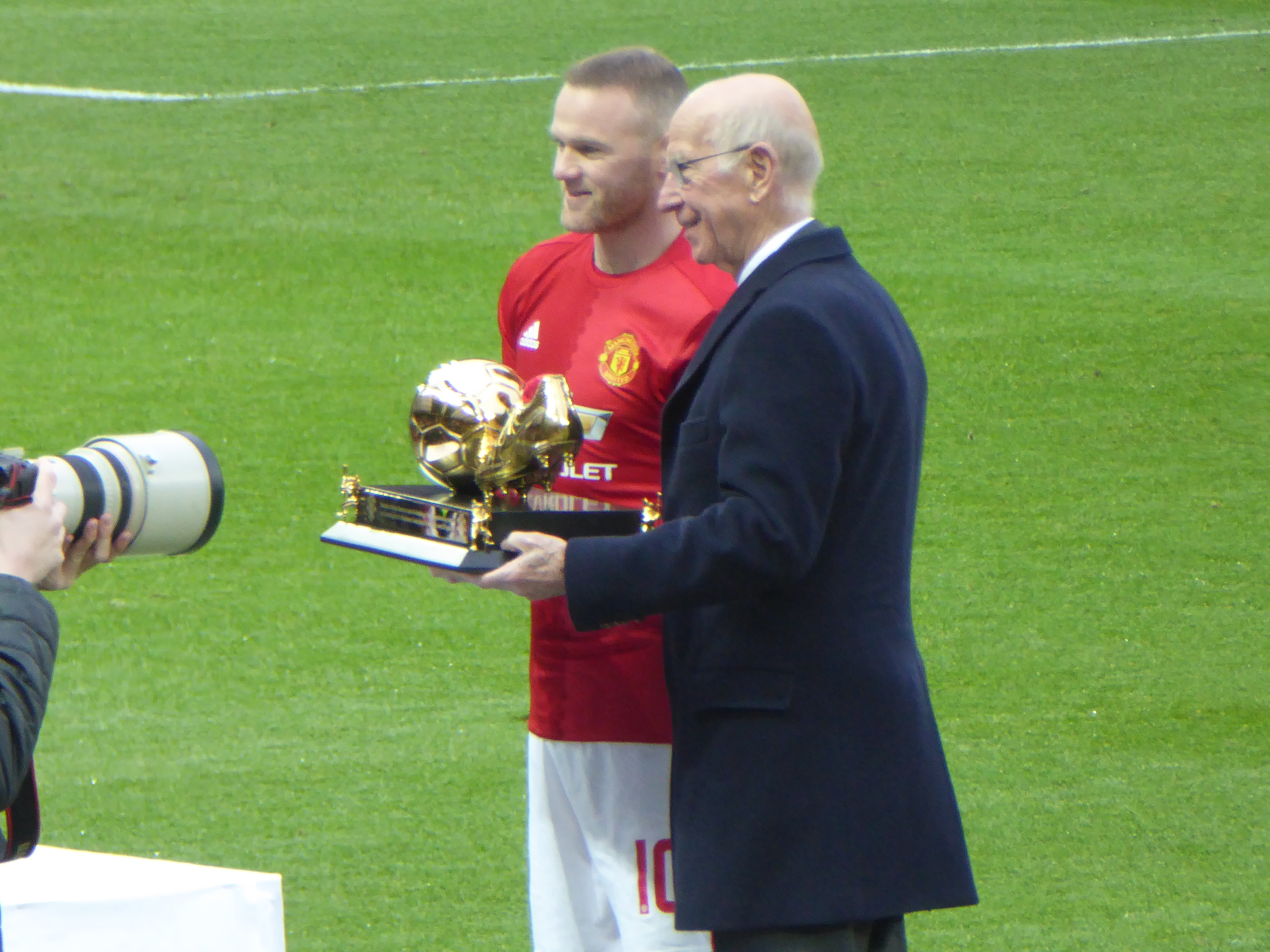
Charlton avec Rooney, le dépassant comme meilleur buteur de l'histoire de United.

Avec 758 matchs et 249 buts sous les couleurs de Manchester United à sa retraite en 1973, Bobby Charlton est alors recordman du nombre de matches joué (dépassé en 2008 par Ryan Giggs) et meilleur buteur du club avec United (là aussi dépassé par Wayne Rooney, en 2017). À la suite du succès européen en 1968, Charlton intègre la liste des footballeurs ayant remporté la Ligue des champions de l'UEFA et la Coupe du monde.
En 2004, Bobby Charlton est inclus au FIFA 100. Il est lauréat du « Prix du Président » de l'UEFA en 2008, récompensant de grands joueurs ayant joué sur le continent européen.

### Décorations et titre de noblesse
Anobli une première fois en 1974, en étant élevé au rang de Commandeur de l’ordre de l’empire britannique (CBE), Booby Charlton est de nouveau anobli par la reine Élisabeth II en 1994, et obtient le droit d’utiliser le rang de « Sir » devant son prénom en tant que chevalier.
- Commandeur de l'ordre de l'Empire britannique (1974)
- Knight Bachelor (1995)[21]
- Récipiendaire de l'ordre du Soleil levant de quatrième classe (2012)

## Postérité
Fin mai 2008, une statue de Booby Charlton et de ses coéquipiers Denis Law et George Best est inaugurée devant le stade Old Trafford,.
En 2016, une tribune du stade est rebaptisée en son nom,.